# Bruno Mazza
Bruno Mazza (3 de junio de 1924 – 25 de julio de 2012) fue un futbolista italiano que jugó de centrocampista de la Serie A. Jugó con la selección nacional de Italia en abril de 1953 en Praga. Sería la única internacionalidad de Mazza.

## Clubes
| Club           | País   | Año       | Partidos | Goles |
| -------------- | ------ | --------- | -------- | ----- |
| Crema          | Italia | 1941–1942 |          |       |
| AC Milán       | Italia | 1942–1943 | 3        | 1     |
| US Cremonese   | Italia | 1942–1943 | 8        | 3     |
| Calcio Como    | Italia | 1944      | 2        | 0     |
| Crema          | Italia | 1945-1948 |          |       |
| Genoa CFC      | Italia | 1948-1949 | 21       | 4     |
| AS Lucchese    | Italia | 1949–1951 | 66       | 20    |
| AC Legnano     | Italia | 1951–1952 | 32       | 2     |
| Inter Milan    | Italia | 1952–1955 | 83       | 7     |
| ACF Fiorentina | Italia | 1955–1956 | 4        |       |
| AS Bari        | Italia | 1956–1957 | 24       |       |
| Crema          | Italia | 1961-1962 | 51       | 7     |

## Palmarés
- Campeonato italiano

Inter: 1952-1953, 1953-1954
Fiorentina: 1955-1956